# Întoarcerea pe front
Întoarcerea pe front (în chineză: 归心似箭; pinyin: Gui xin si jian) este un film chinezesc din 1979 regizat de Li Jun și cu Siqin Gaowa⁠(d), Chen Peisi⁠(d) și Erkang Zhao în rolurile principale. Filmul este cunoscut pentru debutul pe marele ecran a actriței Siqin Gaowa⁠(d).

## Rezumat
Acțiunea filmului are loc în anii 1930, în timpul Războiului Chino-Japonez. O țărancă văduvă pe nume Yu Zhen găsește și salvează de la moarte un soldat rănit al forțelor armate nordice antijaponeze și se îndrăgostește de el. Soldatul oscilează între dragoste și dorința de a se întoarce la unitatea sa și „încearcă să se lupte cu sentimentele sale conflictuale”.
Siqin Gaowa a câștigat Premiul pentru creativitate tinerească al Ministerului Culturii în 1979 pentru interpretarea ei în acest film.

## Distribuție
- Siqin Gaowa⁠(d) — Yuzhen
- Erkang Zhao — Wei Desheng
- Ma Zhigang — unchiul Qi
- Lu Yong — Dong Laoli
- Xu Yao — Chuan Zhu
- Han Zaisheng — Sun Haishan
- Zhao Baojun — veteran
- Li Fengqiu — Xiao Xuzi
- Chen Peisi⁠(d) — căpitan de poliție
- Zhao Shoukai
- Liu Zhao